# 恭和堂
恭和堂，是香港一家龜苓膏專門店，在铜锣湾、油麻地、旺角、九龙城和将军澳处设有分店。

## 傳說
傳說前清太醫嚴綺文退休後，向家鄉村民傳授宮藏龜苓膏製法。龜苓膏具有清熱解毒功效。香港開埠初期，嚴太醫的後人嚴永昌醫師在香港創立恭和堂。